# Álvaro Teherán
Álvaro Teherán (María La Baja, Colombia, 6 de enero de 1966-Cartagena de Indias, 4 de mayo de 2020)  fue un jugador de baloncesto colombiano. Con 2.15 de estatura, su puesto natural en la cancha era el de pívot.
Falleció el 4 de mayo de 2020 a los cincuenta y cuatro años en Cartagena de Indias, a causa de una insuficiencia renal.

## Trayectoria
- Universidad Baptista de Houston (1987-1989)
- Universidad de Houston (1989-1991)
- CB Málaga (1991-1992)
- Baloncesto Fuenlabrada (1992-1993)
- Fort Wayne Fury (1993-1994)
- Baloncesto Fuenlabrada (1995)
- KK Union Olimpija (1995-1996)
- Arrieros de Medellín (1996)
- Santos de San Juan (1996)
- Piratas de Bogotá  (1998-2001)
- Arrieros de Medellín  (2001-2002)
- Arrieros de Medellín (2006)